# Nola swierstrai
Nola swierstrai är en fjärilsart som beskrevs av Van Son 1933. Nola swierstrai ingår i släktet Nola och familjen trågspinnare. Inga underarter finns listade i Catalogue of Life.